# اونتی
اونتی به انگلیسی (Eventi) یک آسمان‌خراش واقع در ایالت نیویورک، ایالات متحده آمریکا می‌باشد. ساخت و ساز این ساختمان ۲۰۰۶ شروع شد و ۲۰۱۰ به پایان رسید. تعداد طبقاتش ۴۶ است.